# Ella Fallenius
Ella Berta Christine Fallenius, född 9 juli 1902 i Göteborg, död 15 oktober 2004 i Täby, var en svensk översättare och manusförfattare.

## Biografi
Fallenius översatte huvudsakligen underhållningslitteratur av författare som Barbara Taylor Bradford och Sidney Sheldon.
Ella Fallenius är gravsatt i minneslunden på Galärvarvskyrkogården i Stockholm.

## Filmmanus
- 1944 – Örnungar (tillsammans med Bertil Edgardh)

## Översättningar (urval)
- Madeleine Brent: Det började i Venedig (Tregaron's Daughter) (Bonnier, 1973)
- Evelyn Anthony: Främling vid porten (The Occupying Power) (Bonnier, 1974)
- Vivien Leyland: Farliga lekar (Dangerous Games) (Viva, 1991)